# Табурете
Табуре́те (ісп. Taburete) — стратовулкан, розташований у східній частині Сальвадору. Вулкан височіє над тихоокеанською прибережною рівниною між вулканами Сан-Вісенте та Сан-Мігель, прямо на захід від вулкана Усулутан. Згідно з даними Глобальної програми вулканізму, висота гори становить 1172 м. Кратер вулкана добре зберігся.